# Gemeentelijke Gasfabriek (Utrecht)

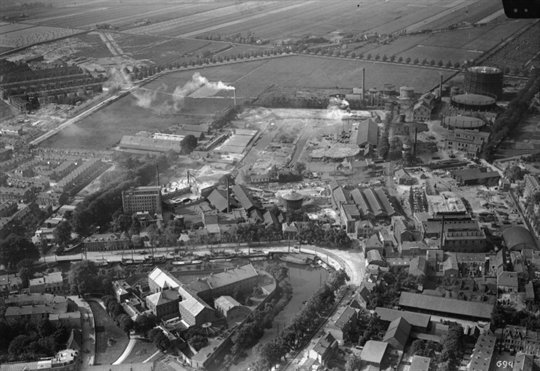
De Gemeentelijke Gasfabriek in 1923 buitengrachts gelegen. Rechtsbovenin de luchtfoto de gashouders die uiteindelijk pas rond 1970 werden afgebroken.

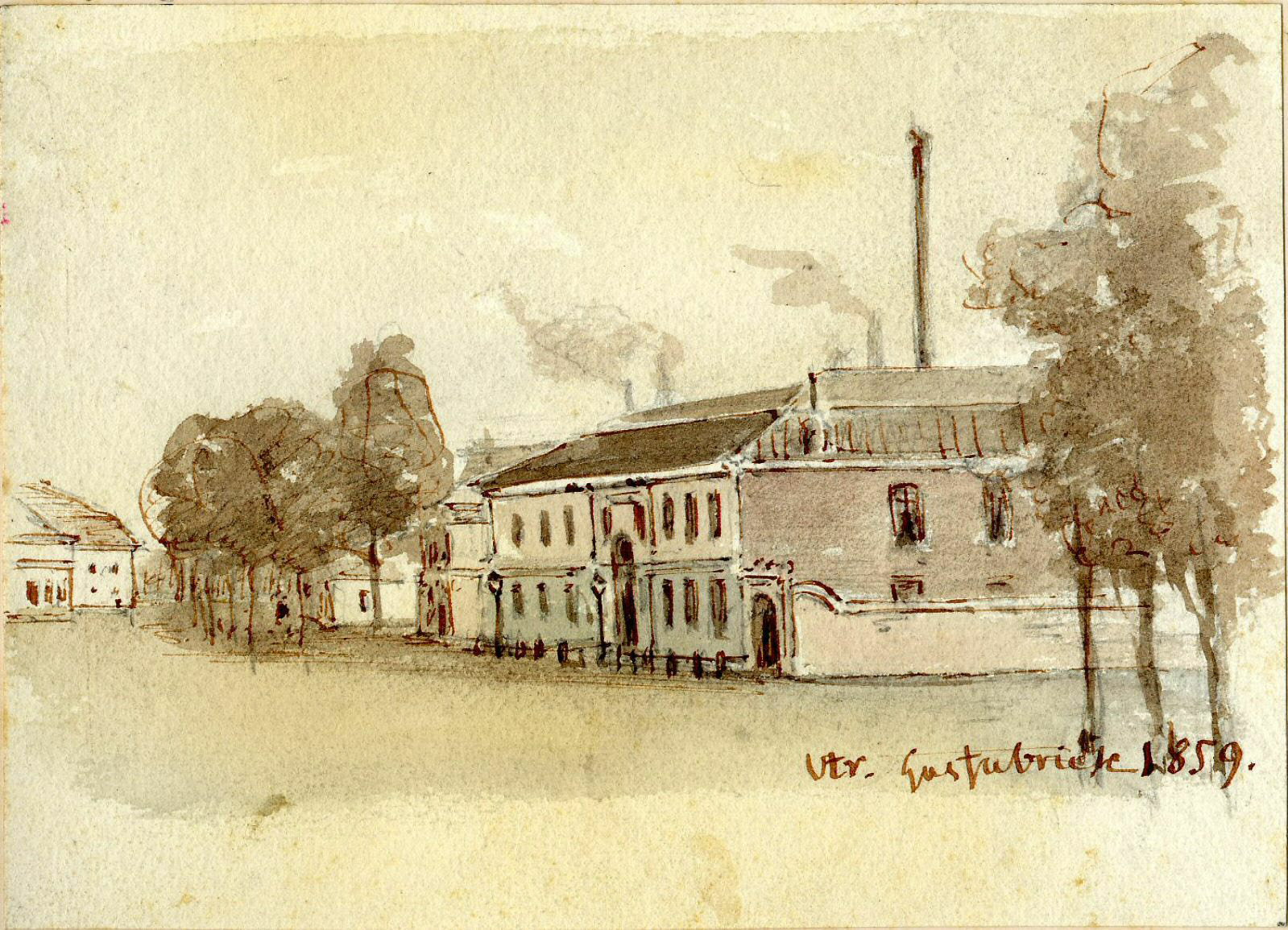
De oude gasfabriek van De Heus aan het Vredenburg in Utrecht

De Gemeentelijke Gasfabriek was een Utrechtse gasfabriek aan de Wittevrouwensingel, Kleine Singel en de Blauwkapelseweg, die tussen 1862 en 1959 stadsgas leverde.

## Geschiedenis
Voor 1862 betrok men in Utrecht het stadsgas van de fabriek van De Heus, die op het Vredenburg aan de Stadsbuitengracht stond (zie afbeelding). Dit bedrijf voorzag vanaf 1842 met een 20 jaar durend monopolie de Utrechtse stadsverlichting van gas en legde in de binnenstad het benodigde netwerk van gasleidingen aan. Mede omdat W.H. de Heus niet voortvarend te werk ging in de wijken buiten de binnenstad, deed de gemeente in 1859 besluiten geen nieuwe concessie aan te gaan. Daarbij schatte de gemeente tevens in dat een zelfstandig gemeentebedrijf flinke winsten zou gaan behalen. De Gemeentelijke Gasfabriek kon in 1862 beginnen met leveren. Dat jaar had nog maar een klein deel van de particuliere woningen (1.686) een gasaansluiting. Bijna 50 jaar later was het merendeel van de Utrechters aangesloten (23.500 afnemers). Gaandeweg werd de gasfabriek diverse malen uitgebreid. Vanaf de Centraalspoorweg kwam een zijspoor aan op de gasfabriek. Tussen 1920 en 1930 vormde de Gemeentelijke Gasfabriek een van de grootste stedelijke werkgevers. Bij de productie van stadsgas kwam teer vrij als restproduct, dat tot 1920 door werd geleverd aan de Utrechtsche Asphaltfabriek.
Vanaf 1905 was de stad Utrecht voorzien van elektriciteit vanuit een centrale in het Sterrenbos. Voor de gasfabriek betekende dit geduchte concurrentie onder meer omdat verlichting via elektriciteit goedkoper en veiliger was. In 1923 werd de stadsverlichting omgezet naar deze nieuwe energievoorziening. Daarnaast diende de gasfabriek te concurreren met petroleum en vaste brandstoffen. In die strijd poogde de gasfabriek via onder andere reclamecampagnes Utrechtse huishoudens te voorzien van gastoestellen als badgeisers, fornuizen en kachels. In 1929 kwam het tot een bedrijfsfusie tussen het Utrechtse elektriciteits- en gasbedrijf.
In de jaren 50 behaalde de Gemeentelijke Gasfabriek in een etmaal een hoogste productie van 227.000m³. Vanuit de landelijke overheid werd echter inmiddels besloten de gassector te hervormen. De komst van het Gasbedrijf Centraal Nederland, dat zich in 1955 vestigde op het Utrechtse industrieterrein Lage Weide voor de productie van het stadsgas, leidde ten slotte vier jaar later tot de sluiting van de Gemeentelijke Gasfabriek. Toen de gasfabriek vervolgens werd afgebroken, bleek de grond zwaar verontreinigd en is het gehele gebied in de grond geheel ingedamd om verdere vervuiling naar buiten toe tegen te gaan. In 1999 werd het na de sloop op dit terrein aangelegde Griftpark heropend. Over dit park loopt de Biltsche Grift waar dit park zijn naam aan dankt.

## Trivia
De opzichterwoning en kantoor van de gasfabriek uit 1862 werd later gebruikt door de sociale dienst. Sinds 2005 is het in gebruik als woonvoorziening voor verslaafden.

## Afbeeldingen

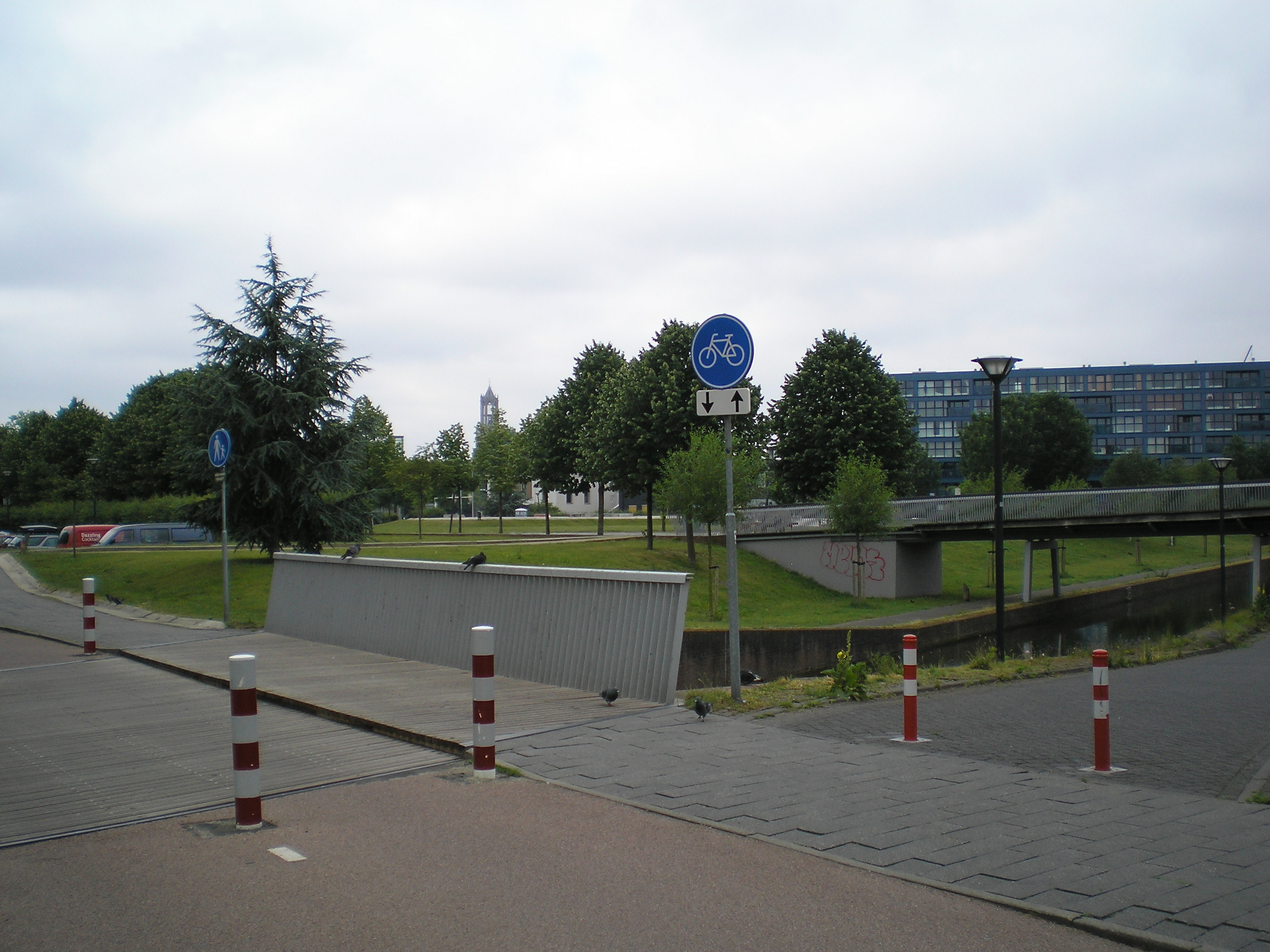
Biltsche Grift gezien vanaf de Kapelburg aan het Griftpark waar het park zijn naam aan de danken heeft en op de achtergrond zicht op de Dom.
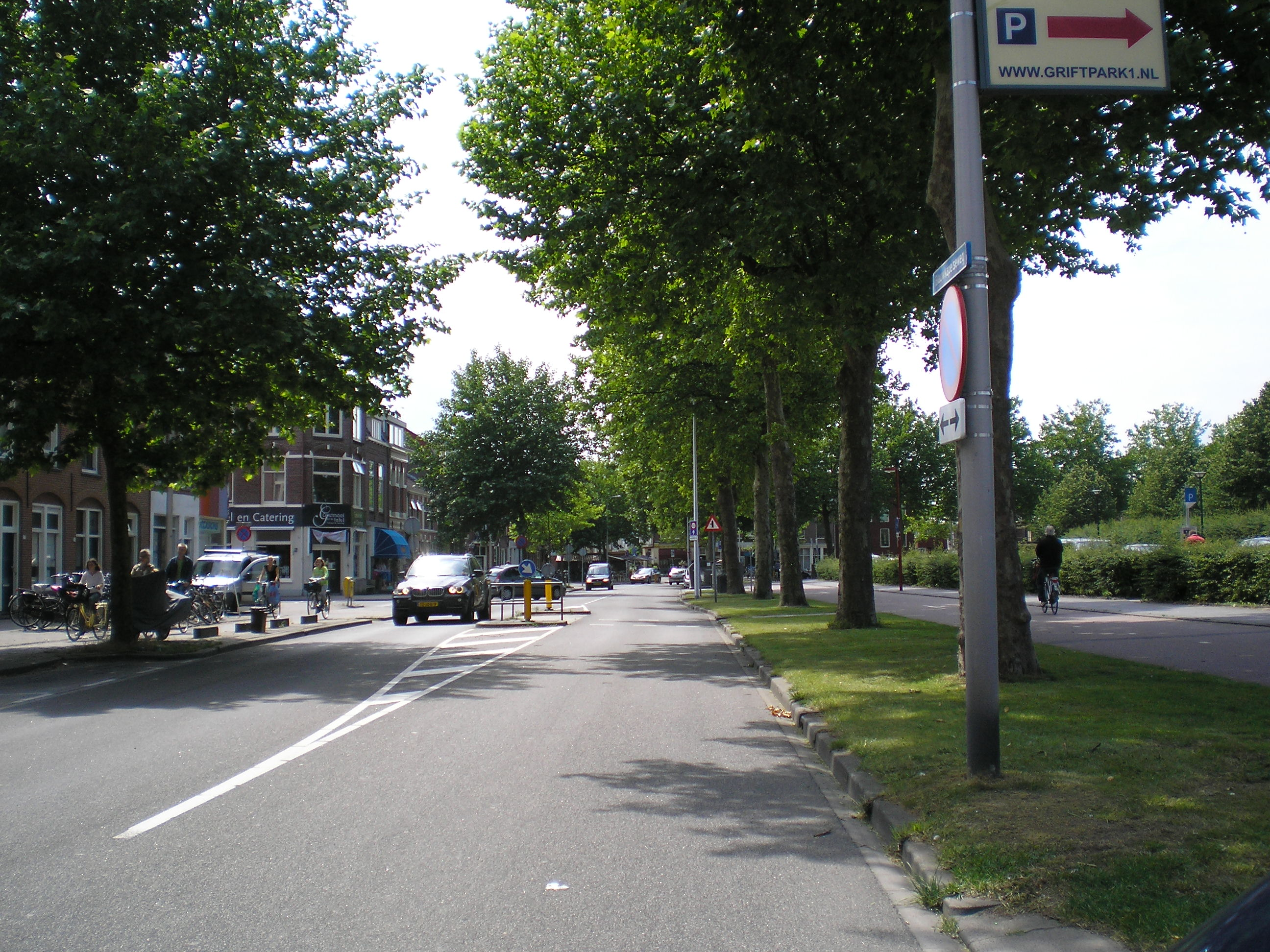
Blauwkapelseweg met rechts het Griftpark en links de Griftstraat.
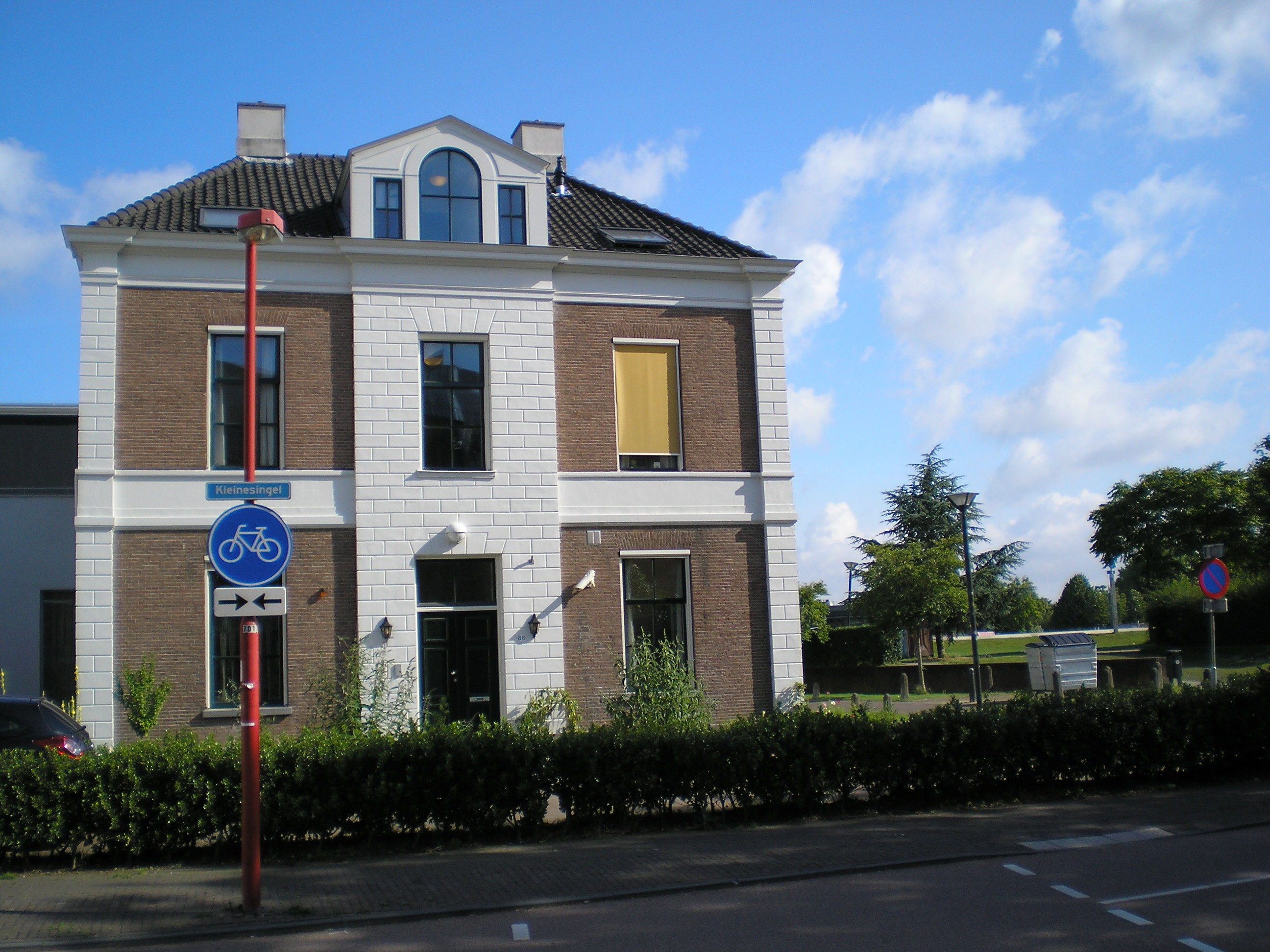
Voormalige sociale dienst aan de Wittevrouwensingel 88, met rechts het huidige Griftpark waar vroeger de gasfabriek stond.